# ویکی‌آپ (آریزونا)
ویکی‌آپ (به انگلیسی: Wikieup) یک منطقهٔ مسکونی در ایالات متحده آمریکا است که در شهرستان موهاوی، آریزونا واقع شده‌است. ویکی‌آپ ۱۱٫۴۹ کیلومتر مربع مساحت و ۶٬۳۶۳ نفر جمعیت دارد و ۶۰۹ متر بالاتر از سطح دریا واقع شده‌است.